# Реинфузия
Реинфузия — сбор и обратное вливание (инфузия) собственной крови больного.

## Цели
Является более мягкой альтернативой переливанию донорской крови, так как кровь донора может быть заражена ВИЧ, вирусным гепатитом, сифилисом, малярией.
Чужеродная кровь может вызвать различной степени тяжести реакции несовместимости.
Кроме того, некоторые больные отказываются от донорской крови по религиозным соображениям.

## Схемы

### Плановые вмешательства
Если больной готовится к «плановой» операции, можно заблаговременно заготовить его собственную кровь приблизительно по следующей схеме:
- 1-й день — забор 200 мл крови,
- 2-й день — вливание заготовленных 200 мл, затем забор 400 мл,
- 3-й день — вливание заготовленных 400 мл крови, забор 600 мл.

Таким образом, ко дню операции можно заготовить достаточное количество собственной крови.

### Неотложные вмешательства
При «ургентной» операции больному реинфузируют кровь, которая излилась в полости организма (плевральную, брюшную). Условием является отсутствие повреждения полых органов — для сохранения асептичности крови.
Полученную таким способом аутологичную кровь обычно стабилизируют гепарином или цитратом натрия, и фильтруют через 8 слоев марли.
При помощи современной техники больному возможно перелить даже ту кровь, которая выделяется в месте операционного разреза.
С такой техникой донорская кровь почти не нужна.

## Спорт
Реинфузия в спорте приравнивается к употреблению допинга (так называемый «кровяной допинг») за счёт увеличения количества эритроцитов в крови и, соответственно, улучшения доставки кислорода к тканям тела.